# Damian Dąbrowski
Damian Dąbrowski (* 27. August 1992 in Kamienna Góra, Polen) ist ein polnischer Fußballspieler. Er steht seit 2019 beim polnischen Erstligisten Pogoń Stettin unter Vertrag.

## Karriere

### Verein
Dąbrowski wurde in der schlesischen Stadt Kamienna Góra geboren. Mit dem Fußballspielen begann er bei Amico Lubin. Später wechselte er in die Jugend von Zagłębie Lubin, wo er sich bis in den Profibereich hocharbeitete. Sein Debüt in der Ekstraklasa gab er schließlich Anfang 2010. Im Jahr 2012 wurde er für rund ein halbes Jahr in die zweite polnische Liga, an den KS Polkowice ausgeliehen. Im Sommer selbigen Jahres wurde er an KS Cracovia weiterverliehen und nach einem Jahr fest verpflichtet. Nach sechs Spielzeiten wechselte Dąbrowski zu Pogoń Stettin.

### Nationalmannschaft
Dąbrowski durchlief mehrere polnische Junioren-Mannschaften, ehe er Ende 2016 erstmals zu einem Länderspiel der polnischen Auswahl gegen Armenien eingeladen wurde. In jedem WM-Qualifikationsspiel, welches 2:1 für die Polen ausging, kam er jedoch nicht zum Einsatz, sondern gab sein Debüt am 14. November 2016 beim 1:1 im Freundschaftsspiel gegen Slowenien.